# The Dunwich Horror (película de 1970)
The Dunwich Horror es una película de terror estadounidense estrenada en 1970. Basada en el relato homónimo de H. P. Lovecraft, la dirigió Daniel Haller (director en 1965 de otra adaptación de Lovecraft, Die, Monster, Die!) y la produjo 
Roger Corman para American International Pictures. 
Supuso la última película del actor Ed Begley, galardonado con un Óscar, y uno de los últimos papeles protagonistas de la antaño muy popular Sandra Dee.

## Argumento
La película arranca con los gemidos de sufrimiento de una mujer. Dos mujeres mayores (en apariencia gemelas) y un hombre mayor, quien resulta ser el viejo 
Whateley, contemplan a una mujer retorcerse y llorando como un recién nacido en un dormitorio de viejo aspecto. Whateley lleva a la mujer fuera de la habitación. 
La acción prosigue tras los créditos en la ficticia Universidad de Miskatonic en Arkham, Massachusetts, donde el Dr. Henry Armitage (Begley) finaliza una 
lectura del Necronomicon. Armitage entrega el libro a la estudiante Nancy Wagner (Dee) para que lo devuelva a la librería y esta es seguida por un extraño (Stockwell), quien se presenta como Wilbur Whateley (Stockwell). Whateley mira fijamente a Nancy y le pide el libro, del que aparentemente no se conservan otros ejemplares. Nancy accede a la petición bajo la influencia de los poderes hipnóticos de Whateley. Armitage ha investigado el sórdido pasado de la familia de Wilbur, pero las advertencias a Nancy sobre los Whateley no son tenidas en cuenta por esta. 
Wilbur pierde el autobús, tal vez de manera intencionada; Nancy decide llevar en su automóvil a Wilbur de regreso a Dunwich. En una gasolinera a las afueras de la ciudad, Nancy comprueba por vez primera la baja estima que los 
habitantes del lugar tienen por Wilbur. Una vez en la casa de Whateley, ella encuentra a Whateley el viejo (Jaffe), quien es el abuelo de Wilbur. 
El coche de Nancy es inutilizado y ella es drogada por el joven Whateley. Ella decide bajo la influencia de la hipnosis y las drogas quedarse el fin de semana, y no cambia de opinión cuando Armitage y una compañera de clase llegan desde Arkham la mañana siguiente, aunque estos deciden no abandonarla y 
permanecen en el lugar. Ellos investigan y descubren que la madre de Wilbur, Lavinia (Joanna Moore Jordan) sigue viva y se encuentra en un asilo. 
El médico de Dunwich, Cory (Bochner) informa a Armitage que Lavinia tuvo gemelos cuando Wilbur nació, pero uno no sobrevivió; el doctor no estaba allí durante el parto y nunca vio el cuerpo. El parto fue traumático para Lavinia, a causa de ello perdió la razón y estuvo cerca de morir.
Mientras tanto, advertida por los habitantes del lugar, la compañera de Nancy entra en la casa de los Whateley para buscarla. Ella abre una puerta cerrada y 
libera a un monstruoso ser, este la mata y escapa del lugar. 

## Historia
Se trata de una adaptación de un relato del autor de literatura fantástica H. P. Lovecraft; los trabajos de Lovecraft 
han tenido otras muchas adaptaciones cinematográficas, entre ellas Die, Monster, Die! (1965), The Shuttered Room (1967), Re-Animator (1985), From Beyond (1986), Dark Heritage (1989), Cast a Deadly Spell (1991), The Resurrected (1992), y Dagon: la secta del mar (2001).
Los autores del guion fueron Henry Rosenbaum, Ronald Silkosky y el posteriormente oscarizado Curtis Hanson.

## Producción
Roger Corman, Samuel Z. Arkoff y James H. Nicholson produjeron la película para American International Pictures, una de las productoras de cine 
de terror de serie B más activas durante los 60; Corman ya había destacado como director con sus adaptaciones de obras de Poe para la misma productora.
American International Pictures anunció la filmación originalmente en 1963.
El papel principal fue ofrecido a Peter Fonda, pero este lo rechazó; Dean Stockwell acabó interpretando a Wilbur Whateley.
Sandra Dee recibió un salario de 65.000 dólares más el 5% de los beneficios por su participación en la película.
El rodaje tuvo lugar en Mendocino, California.

## Reparto
- Sandra Dee ... Nancy Wagner
- Dean Stockwell ... Wilbur Whateley
- Ed Begley ... Dr. Henry Armitage
- Sam Jaffe ... Old Whateley, abuelo de Wilbur
- Lloyd Bochner ... Dr. Cory
- Joanna Moore Jordan ... Lavinia, madre de Wilbur
- Donna Baccala ... Elizabeth Hamilton
- Talia Coppola ... Enfermera Cora
- Michael Fox ... Doctor Raskin
- Jason Wingreen ... Sherif Harrison
- Barboura Morris ... Sra. Cole
- Beach Dickerson ... Mr. Cole

## Estreno
Su estreno en Estados Unidos tuvo lugar el 14 de enero de 1970. El lanzamiento en DVD por MGM tuvo lugar el 28 de agosto de 2001. Fue distribuido de nuevo por 
MGM en septiembre del mismo año, y conjuntamente con Die Monster, Die! el 20 de septiembre de 2005.

## Recaudación
The Dunwich Horror recaudó en Estados Unidos y Canadá un total de 1.043.000 dólares.

## Nueva versión
Hay una adaptación posterior del cuento de Lovecraft, producida por Active Entertainment Finance y Bullet Films, fue estrenada en 2009. 
Fue dirigida por Leigh Scott y protagonizada por Griff Furst, Sarah Lieving, Jeffrey Combs (como Wilbur Whateley) y Dean Stockwell (protagonista de la 
anterior adaptación, aquí en el papel del Dr. Henry Armitage). Fue estrenada en octubre de 2009 en SyFy.